# Coffea canephora
Coffea canephora Pierre ex A.Froehner, 1897 è una pianta della famiglia delle Rubiacee, originaria dell'Africa tropicale. È una delle specie del genere Coffea più importanti per l'uomo, commercialmente nota come caffè varietà robusta.

## Descrizione
Coffea canephora è un piccolo albero sempreverde, alto fino a 8–10 m.
Le foglie sono ovali, appuntite, molto grandi (fino a 40 cm).

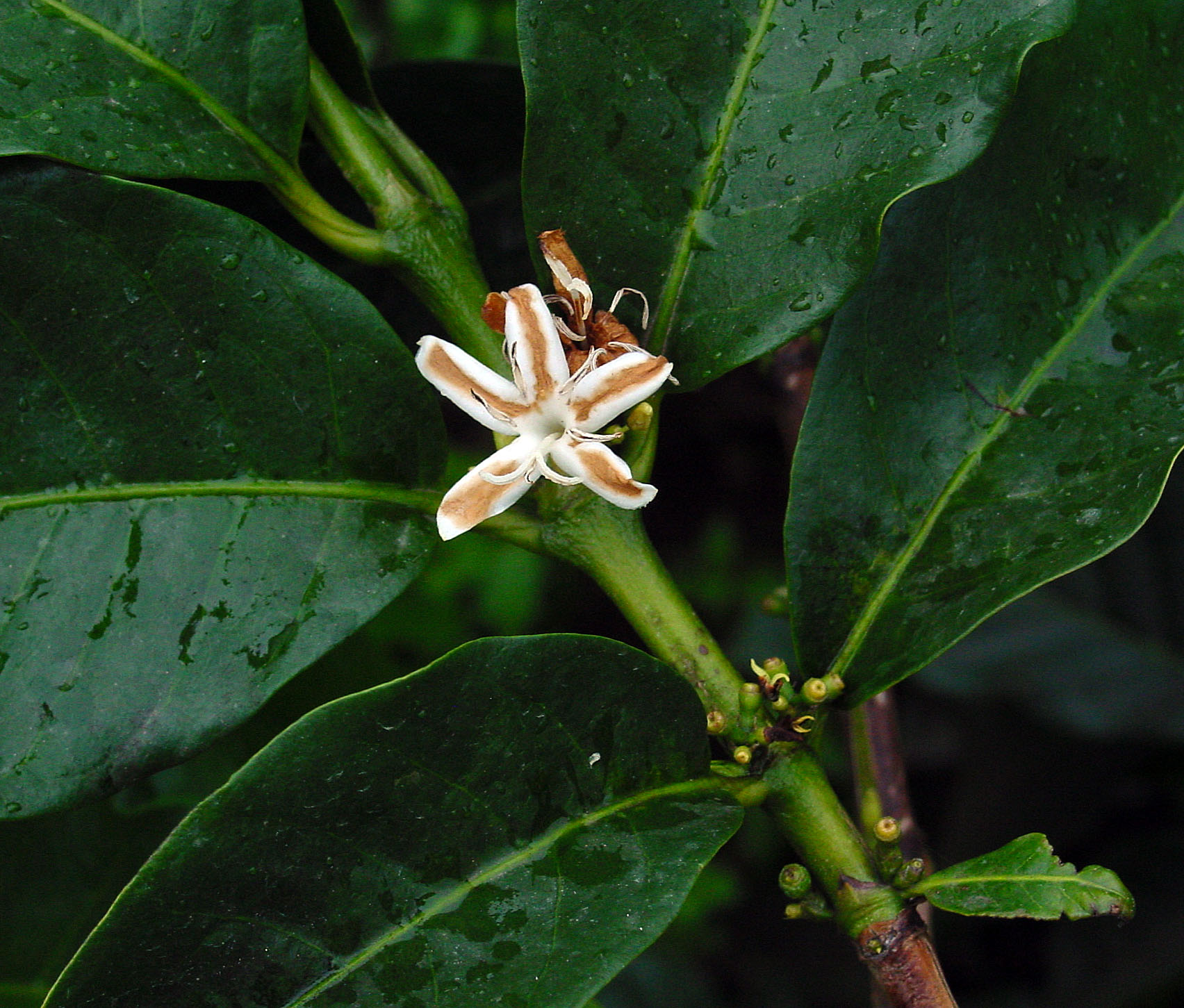
Fiore di Coffea canephora (robusta)

I fiori sono di colore bianco, riuniti in gruppi di 3-7 all'ascella delle foglie; hanno normalmente 5 petali, ma possono averne anche 6 o 7. L'impollinazione è allogama, cioè i fiori devono essere fecondati da polline che proviene da esemplari diversi (a differenza della specie arabica, dove è possibile anche l'impollinazione autogama).
I frutti sono drupe ("ciliegie") di colore rosso e di forma allungata. All'interno di queste "ciliegie" ci sono due semi ("chicchi") avvolti in una pellicola argentea e racchiusi in una membrana coriacea, denominata pergamino. I chicchi di questa specie sono più piccoli rispetto alla specie arabica (lunghezza: 5–8 mm), rotondeggianti con un solco dritto e di colore bruno.
Un chicco di caffè verde germina dopo alcune settimane; dopo due mesi compaiono le prime foglie, mentre per i primi frutti bisogna attendere almeno 3-5 anni. Nel frattempo le piante di caffè fioriscono ogni anno e il loro profumo ricorda il gelsomino con sentori di limone.
La pianta resiste al caldo, alle malattie e alle piogge abbondanti meglio dell'arabica e ha una più alta produttività. Il contenuto di caffeina è circa doppio che nell'arabica.

## Distribuzione e habitat
Coffea canephora è originaria dell'Africa Occidentale ed è oggi largamente coltivata in quasi tutti i paesi della fascia intertropicale, dove trova le condizioni climatiche che ne rendono possibile la crescita.
Le piante di robusta prosperano anche in pianura con un'altitudine che varia dal livello del mare fino ai 900 metri in quanto sopportano più facilmente shock termici, malattie e aggressioni da parte di parassiti; per questo motivo vengono appunto chiamate "robusta". La temperatura ideale per la sua coltivazione è 24-30 °C

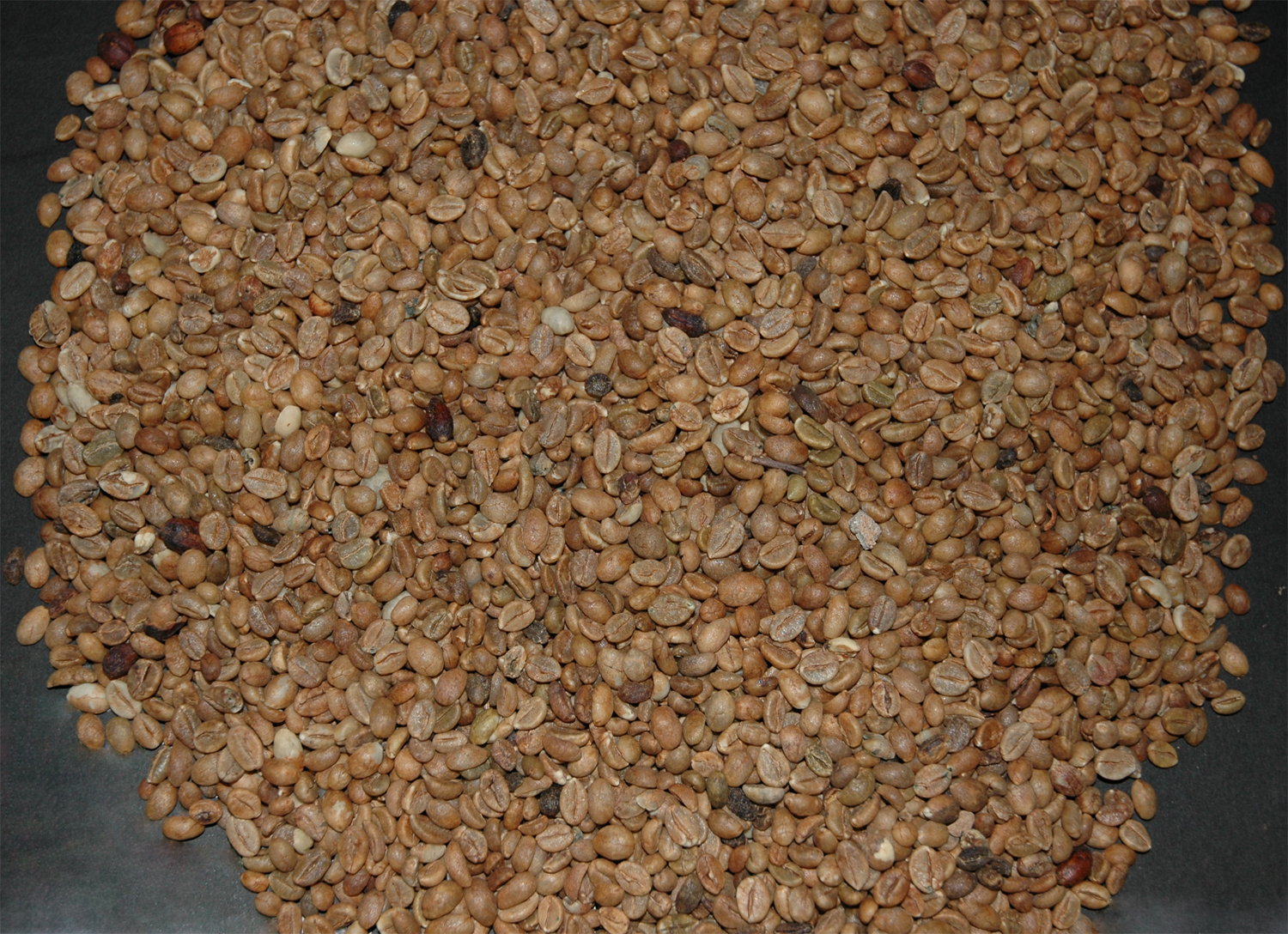
Semi di Coffea canephora

## Tassonomia
Il nome Coffea robusta L.Linden, 1900 è considerato un sinonimo di Coffea canephora. Per le regole della tassonomia, prevale il nome proposto per primo e quindi il nome scientificamente corretto è Coffea canephora. Tuttavia commercialmente è usato il termine robusta; canephora è limitato agli ambienti scientifici.
Altri sinonimi posteriori di Coffea canephora, secondo Catalogue of Life (Species 2000) sono: C. bukobensis, C. laurentii, C. maclaudii, C. quillon, C. ugandae, C. welwitschii.